# التفاعلية (مع المحيط)
التفاعلية (مع المحيط) تناقش كيف ان الإدراك ينشأ من خلال التفاعل الديناميكي بين الكائن الحي وبيئته. تدعي أن بيئتنا هي البيئة التي نخلقها بشكل انتقائي من خلال قدراتنا على التفاعل مع العالم. «لا تتلقى الكائنات المعلومات بشكل سلبي من بيئاتها، التي تترجمها بعد ذلك إلى تمثيلات داخلية. تشارك النظم المعرفية الطبيعية... في توليد المعنى... وتنخرط في تفاعلات تحويلية وليست مجرد معلومات: إنها تسن عالما.»  يشير هؤلاء المؤلفون إلى أن التركيز المتزايد على المصطلحات النشطة يؤدي إلى عهد جديد من التفكير في العلوم المعرفية. كيف ترتبط الإجراءات المتضمنة في تشريع الأسئلة القديمة حول الإرادة الحرة سيظل موضوع نقاش فعلي.
مصطلح «التفاعلية» قريب في المعنى من «الفعلية»، والمعروف باسم «الطريقة التي يتطابق بها موضوع التصور بشكل خلاق مع أفعاله لمتطلبات وضعه». ينسب استعمال مصطلح «الفعلية» في هذا السياق إلى فرانسيسكو فاريلا وإيفان تومبسون وإلينور روش، الذين اقترحوا الاسم «للتأكيد على الاقتناع المتزايد بأن الإدراك ليس تمثيلًا لعالم محدد مسبقًا. من قبل العقل المسبق ولكن هو تشريع عالم وعقل على أساس تاريخ من مجموعة متنوعة من الإجراءات التي يؤديها كائن في هذا العالم». تم تطوير هذا بواسطة طومسون وآخرين،  للتأكيد على فكرة أن تجربة العالم هي نتيجة للتفاعل المتبادل بين القدرات الحسية للكائن الحي وبيئته.
تم انتقاد التركيز الأولي لـ «التفاعلية» على الطور الحسي - الحركي باعتباره «هامشيًا إدراكيًا»،  لكنه امتد ليشمل الأنشطة المعرفية ذات المستوى الأعلى، مثل التفاعلات الاجتماعية. «في النظرة التفاعلية... يتم بناء المعرفة: يتم بناؤها بواسطة عامل من خلال تفاعلاته الحسية مع بيئته، ويتم تكوينه بشكل مشترك بين الأنواع الحية وداخلها من خلال تفاعلها الهادف مع بعضها البعض. في أكثر أشكاله تجريدية، المعرفة يتم مشاركته بين الأفراد من البشر في التفاعلات الاجتماعية - اللغوية... العلم هو شكل معين من أشكال بناء المعرفة الاجتماعية... [والذي] يتيح لنا إدراك الأحداث والتنبؤ بها بعد فهمنا المعرفي المباشر... وأيضًا بناء المزيد من المعرفة العلمية الأكثر قوة.»
يرتبط نشاط التفاعلية ارتباطًا وثيقًا بالإدراك الموجود والإدراك المتجسد، ويتم تقديمه كبديل عن الإدراك المعرفي والحسابي والثنائية الديكارتية.

## الجوانب الفلسفية
Enactivism Enactivism هي واحدة من مجموعة من النظريات ذات الصلة التي تعرف أحيانا باسم المحاور الأربعة. كما وصفها مارك رولاندس، العمليات الذهنية هي:
- مجسدة تشمل أكثر من الدماغ، بما في ذلك مشاركة أكثر عمومية من الهياكل والعمليات الجسدية.
- مضمنة  تعمل فقط في بيئة خارجية ذات صلة.
- الفعلية لا تشمل فقط العمليات العصبية، ولكن أيضًا الأشياء التي يقوم بها الكائن الحي.
- ممتد في بيئة الكائن الحي.

تقترح التفاعلية بديلاً عن الازدواجية كفلسفة للعقل، حيث إنه يركز على التفاعلات بين العقل والجسم والبيئة، مع اعتبارها جميعًا متشابكة بشكل لا ينفصل في العمليات العقلية. تنشأ الذات كجزء من عملية تجسيد كيان يتفاعل مع البيئة بطرق محددة يحددها علم وظائف الأعضاء. بهذا المعنى،  يمكن رؤية الأفراد ينمون أو ينشأون من دورهم التفاعلي مع العالم.
«الفعلية هو فكرة أن الكائنات الحية تخلق تجربتها الخاصة من خلال أفعالها. الكائنات ليست مستقبلات سلبية من المعلومات المتئتية من  البيئة، ولكنها أطراف فاعلة في البيئة بحيث يتشكل ما يختبرونه عن طريق تصرفهم.»
في شجرة المعرفة، اقترحت ماتورانا وفاريلا مصطلح «نشط»  لإثارة وجهة نظر المعرفة بأن ما هو معروف، يتناقض مع الآراء الأكثر كلاسيكية لكل من المعرفية cognitivism أو الترابطية. يرون أن النشاط يوفر أرضية وسطًا بين طرفي التمثيلية والحزبية، ويسعون إلى «مواجهة مشكلة فهم كيف يقترن وجود – ممارسات  حياتنا اليومية - بعالم محيط يبدو مليئًا بالانتظامات في كل لحظة نتيجة لتاريخنا البيولوجي والاجتماعي.... لإيجاد عبر وسائل الإعلام: لفهم انتظام العالم الذي نعيشه في كل لحظة، ولكن دون أي نقطة مرجعية مستقلة عن أنفسنا من شأنها أن تعطي اليقين لدينا الأوصاف والتأكيدات المعرفية. في الواقع، إن الآلية الكاملة لتوليد أنفسنا، كما تخبرنا الأوصاف والمراقبون، بأن عالمنا، باعتباره العالم الذي نطرحه في تعايشنا مع الآخرين، سيظل دائمًا على وجه التحديد هذا المزيج من الانتظام والقدرة على التغيير، هذا المزيج من الصلابة والرمال المتحركة، نموذجي للغاية للتجربة الإنسانية عندما ننظر إليها عن قرب.»[شجرة المعرفة ، ص.  241]
تعالج التفاعلية أيضًا مشكلة الوعي العويصة، والتي أشار إليها طومسون كجزء من الفجوة التفسيرية في شرح مدى ارتباط الوعي والتجربة الذاتية بالدماغ والجسم  «المشكلة مع المفاهيم الثنائية للوعي والحياة في الصيغ القياسية للمشكلة الصعبة هي أنها تستبعد بعضها البعض عن طريق البناء». بدلاً من ذلك، ووفقًا لرأي طومسون عن «التشريع»، فإن دراسة الوعي أو الظواهر كما يتضح من هوسرل ومارلو بونتي هي تكملة العلوم وموضوعها في العالم. «إن عالم العلوم كله مبني على العالم كما هو ذو تجربة مباشرة، وإذا أردنا إخضاع العلم نفسه للتدقيق الدقيق والتوصل إلى تقييم دقيق لمعناه ونطاقه، يجب أن نبدأ بإيقاظ التجربة الأساسية لعالم أي علم هو تعبير من الدرجة الثانية»(مارلو بونتي، ظواهر الإدراك كما نقلت عن طومسون، ص 165). في هذا التفسير، تؤكد «التفاعلية» على أن العلم قد تم تشكيله أو تشريعه كجزء من تفاعل البشرية مع عالمها، ومن خلال تبني الظواهر «، يقع العلم نفسه بشكل مناسب فيما يتعلق ببقية الحياة البشرية، وبالتالي يتم تأمينه على أساس أسلم.»
ينظر إلى الفعلية على أنه خطوة لضم التمثيل التمثيلي مع الظاهراتية، أي باعتماد نظرية المعرفة البنائية، وهي نظرية المعرفة التي تركز على المشاركة الفعالة للموضوع في بناء الواقع. ومع ذلك، تركز «النظرية البنائية» على أكثر من مجرد «تفاعل» بسيط يمكن وصفه بأنه تعديل بسيط «لاستيعاب» الواقع أو «التكيف مع». تنظر البنائية إلى التفاعل كعملية جذرية وخلاقة ومراجعة حيث يقوم المُعلم ببناء «نظام معرفة» شخصي بناءً على تجربتهم واختباره من خلال قابليته للتطبيق في مواجهات عملية مع بيئتهم. التعلم هو نتيجة لحالات الشذوذ المتصورة التي تنتج عدم الرضا عن المفاهيم الحالية.